# Oscar Gallagher
Pour les articles homonymes, voir Gallagher.
Oscar Gallagher, né le 9 novembre 2006 à Wheelers Hill, est un coureur cycliste australien. Il participe à des compétitions sur route et sur piste.

## Biographie
Oscar Gallagher est formé au Blackburn Cycling Club,. Il a également fait partie du Victorian Institute of Sport. Dans les rangs juniors, il obtient divers titres de champion national et de champion d'Océanie. Il intègre ensuite l'UC Monaco en 2025, pour ses débuts espoirs. Toujours actif sur piste, il remporte le titre dans la poursuite par équipes aux championnats d'Océanie élites, avec la délégation australienne. 

## Palmarès sur route
- 2024
  -  Champion d'Australie du critérium juniors

## Palmarès sur piste

### Championnats d'Océanie
- Brisbane 2023
  -  Champion d'Océanie de poursuite par équipes juniors (avec Alex Eaves, Hayden Van der Ploeg et Noah Blannin)[3]
  -  Médaillé de bronze du scratch juniors[4]
- Cambridge 2024
  -  Champion d'Océanie du scratch juniors[5]
  -  Champion d'Océanie de poursuite juniors[6]
  -  Médaillé d'argent de la poursuite par équipes juniors[7]
  -  Médaillé de bronze de l'américaine juniors (avec Luke Richert)[8]
- Brisbane 2025
  -  Champion d'Océanie de poursuite par équipes (avec Cameron Scott, Liam Walsh et Declan Trezise)

### Championnats nationaux
- 2023 (mars)
  - 2e du championnat d'Australie de course aux points juniors
  - 3e du championnat d'Australie du scratch juniors
- 2023 (décembre)
  -  Champion d'Australie de l'omnium juniors
- 2024 (mars)
  -  Champion d'Australie de l'élimination juniors